# Langzaam (Kevin)
Langzaam is een lied van de Nederlandse rapper Kevin in samenwerking met de rapper Lijpe. Het werd in 2020 als single uitgebracht en stond in hetzelfde jaar als elfde track op het album Animal stories van Kevin.

## Achtergrond
Langzaam is geschreven door Abdel Achahbar, Julien Willemsen en Kevin de Gier en geproduceerd door Jack $hirak. Het is een nummer uit het genre nederhop. Het is een lied waarin de artiesten rapper over hoe hun leven is. De titel van het lied wijst op hun levensstijl, maar ook op de slowflow rapstijl van beide rappers. Op de B-kant van de single is een instrumentale versie van het lied te vinden. De single heeft in Nederland de gouden status.
Het is niet de eerste keer dat de twee artiesten met elkaar samenwerken. Voor Langzaam stonden ze onder andere al op Ren voor ons en Kilometers. Na het nummer werd de samenwerking herhaald op Allemaal zo zijn en Bakstenen.

## Hitnoteringen
De artiesten hadden succes met het lied in Nederland. Het piekte op de negende plaats van de Single Top 100 en stond zeven weken in deze hitlijst. De Top 40 werd niet bereikt; het lied bleef steken op de zesde plaats van de Tipparade.